# Вінтіле Коссіні
Вінтіле Коссіні (рум. Vintilă Cossini, 21 листопада 1913, Констанца — 24 червня 2000) — румунський футболіст, що грав на позиції півзахисника, зокрема, за клуб «Рапід» (Бухарест), а також національну збірну Румунії.
Шестиразовий володар Кубка Румунії. 

## Клубна кар'єра
У футболі дебютував 1932 року виступами за команду «Триколор» (Констанца), в якій провів один сезон. 
1933 року перейшов до клубу «Рапід» (Бухарест), за який відіграв 8 сезонів.  Більшість часу, проведеного у складі бухарестського «Рапіда», був основним гравцем команди. За цей час шість разів виборював титул володаря Кубка Румунії. Завершив професійну кар'єру футболіста виступами за команду «Рапід» (Бухарест) у 1941 році.
| Дата       | Місто    | Господарі      | Результат | Гості          | Турнір                 | Голи | Примітки |
| ---------- | -------- | -------------- | --------- | -------------- | ---------------------- | ---- | -------- |
| 17.06.1935 | Софія    | Румунія        | 0 – 2     | Югославія      | Балканський кубок 1935 | -    |          |
| 24.06.1935 | Софія    | Греція         | 2 – 2     | Румунія        | Балканський кубок 1935 | -    |          |
| 10.05.1936 | Бухарест | Румунія        | 3 – 2     | Югославія      | товариський матч       | -    |          |
| 17.05.1936 | Бухарест | Румунія        | 5 – 2     | Греція         | Балканський кубок 1936 | -    |          |
| 24.05.1936 | Бухарест | Румунія        | 4 – 1     | Болгарія       | Балканський кубок 1936 | -    |          |
| 04.10.1936 | Бухарест | Румунія        | 1 – 2     | Угорщина       | товариський матч       | -    |          |
| 18.04.1937 | Бухарест | Румунія        | 1 – 1     | Чехословаччина | товариський матч       | -    |          |
| 10.06.1937 | Бухарест | Румунія        | 2 – 1     | Бельгія        | товариський матч       | -    |          |
| 27.06.1937 | Бухарест | Румунія        | 2 – 2     | Швеція         | товариський матч       | -    |          |
| 04.07.1937 | Лодзь    | Польща         | 2 – 4     | Румунія        | товариський матч       | -    |          |
| 06.09.1937 | Белград  | Югославія      | 2 – 1     | Румунія        | товариський матч       | -    |          |
| 08.05.1938 | Бухарест | Румунія        | 0 – 1     | Югославія      | товариський матч       | -    |          |
| 05.06.1938 | Тулуза   | Румунія        | 3 – 3     | Куба           | ЧС 1938 - 1-й етап     | -    |          |
| 06.09.1938 | Белград  | Югославія      | 1 – 1     | Румунія        | товариський матч       | -    |          |
| 25.09.1938 | Бухарест | Румунія        | 1 – 4     | Німеччина      | товариський матч       | -    |          |
| 04.12.1938 | Прага    | Чехословаччина | 6 – 2     | Румунія        | товариський матч       | -    |          |
| 07.05.1939 | Бухарест | Румунія        | 1 – 0     | Югославія      | товариський матч       | -    |          |
| 18.05.1939 | Бухарест | Румунія        | 4 – 0     | Латвія         | товариський матч       | -    |          |
| 24.05.1939 | Бухарест | Румунія        | 0 – 2     | Англія         | товариський матч       | -    |          |
| 11.06.1939 | Бухарест | Румунія        | 0 – 1     | Італія         | товариський матч       | -    |          |
| 22.10.1939 | Бухарест | Румунія        | 1 – 1     | Угорщина       | товариський матч       | -    |          |
| 31.03.1940 | Бухарест | Румунія        | 3 – 3     | Югославія      | товариський матч       | -    |          |
| 14.04.1940 | Рим      | Італія         | 2 – 1     | Румунія        | товариський матч       | -    |          |
| 19.05.1940 | Будапешт | Угорщина       | 2 – 0     | Румунія        | товариський матч       | -    |          |
| 01.06.1941 | Бухарест | Румунія        | 1 – 4     | Німеччина      | товариський матч       | -    |          |
| Усього     |          | Матчів         | 3         |                | Голів                  | 0    |          |

## Титули і досягнення
- Володар Кубка Румунії (6):

«Рапід» (Бухарест): 1934-1935, 1936-1937, 1937-1938, 1938-1939, 1939-1940, 1940-1941.